# Jennings (Floryda)
Jennings – miasto w Stanach Zjednoczonych, w stanie Floryda, w hrabstwie Hamilton.